# Лесидрен
Лѐсидрен е село в Северна България, област Ловеч, Община Угърчин.

## География
Село Лесидрен се намира в планински район, на северните склонове на Васильовската планина, която е част от северния дял на Средна Стара планина, североизточно от град Тетевен и северозападно от Шипковски минерални бани. Най-близки градове са Тетевен, Ловеч, Троян и Угърчин.
Над селото се намират върховете Васильов (1495 м), Стъргон (1425 м), Койнец (1155 м) и други. Разположен в красиво балканско дефиле, на надморска височина от 420 до над 500 м, Лесидрен има землище с различен скален състав: червен пясъчник и черни каменни въглища, конгломерати, варовици. В подземните пластове се срещат и черни каменни въглища. В наносите на реката са намерени камъни със сребърни остатъци. Предполага се, че в подземните пластове има сребърна руда.
Климатът е с мека зима и прохладно лято. Средногодишните валежи са от 750 до 900 л на м². Ветровете духат главно от югозапад и североизток, но има и местен вятър „вечерника“, който духа само през лятото. Растителността е богата и разнообразна. Южните склонове са обрасли с букови, дъбови и габрови гори. Има и иглолистни гори. Карстовият релеф е подходящ за развитие на алпинизъм.

## Религии
Православно християнство.
Православният храм „Св. Великомъченик Георги Победоносец“ е построен в с.Лесидрен през 1859 г. Ръководител на строежа е бил майстор Божко Станков от Трявна, махала Хитровци.
Църквата е трикорабна постройка с три свода, с притвор, балкон и една полукръгла апсида с две спомагателни ниши в източната страна. Градежът е масивен, здрав, изпълнен от дялани, но не еднакво големи, блокове от характерния за района червен пясъчник.
Камбанарията се състои от четири етажа и е строена около 1943 – 44 г. Долепена е в средата на западната фасада, като трите етажа са тухлени, а последния – дъсчен, който излиза над височината на църквата.
Вътре храмът е украсен частично със стенописи, които са реставрирани изцяло през 2017 г. Стенописната украса е положена 10 години след построяването на църквата от троянския зограф Пенчо х.Найденов, подпомогнат от сина си Христо.
Иконостасът на храма е украсен само с живопис. Хоризонтално се състои от пет декоративни пояса, а във вертикално отношение от единадесет иконни полета. Царските двери са изцяло рисувани.
В църквата има и два целовални иконостаса с икони на Свети Георги и Свети Илия.
Храмът е типичен градеж за тревненските майстори строители от втората половина на 19 век и съхранява уникални художествени произведения, което го прави паметник на културата, и като архитектурен паметник и на изобразителното изкуство от 1975 г.

## Редовни събития
- Празник на Лесидрен / Събор – съботата и неделята след църковния празник Свети Дух, втората половина на месец юни.

## Личности
Родени в Лесидрен
• Мирчо Мирчев (1922 - 1999), художник
- Въло Радев (1923 – 2001), режисьор и сценарист
- Петър Дочев (1934 – 2005), художник
- Бано Войвода и неговата чета – страшилище за местните турски бейове в средата на 19 век.
- Въло Банов – син на Бано Войвода и член на местния революционен комитет, основан от Васил Левски.
- Свещеник Михаил Попатанасов – председател на Лесидренския революционен комитет, основан от Левски.
- Тодор Комитски (Комитото) и Цеко Цеков – опълченци в Руско-Турската война (1877 – 1878).
- Капитан Димитър Муенски – ротен командир в 42-ри пехотен полк към елитната 1-ва Софийска дивизия (Железните шопи). Участник в славните боеве в Поморавието (днес Сърбия), Добруджа и Македония през Първата Световна Война (1914 – 1918). Загива на Македонския фронт в края на войната. Рядкост е такъв висок военен чин, какъвто е капитанът (особено тогава), да бъде убит на фронтовата линия. Няма точни сведения около неговата смърт. Говори се, че умира от раните си получени, докато води своите войници в прословутите български атаки „На нож“.
- Али Алиев Юсеинов – редник от Българската армия, убит на 1 септември 1917 година край село Беранци, Северна Македония.[2]
- Панко Райков Цоков (1883 – 1928) – кмет на Лесидрен през 20-те години на 20 век. Заедно с тогавашния местен общински съвет полага основите за просперитета на Лесидрен (икономически и демографски) през 30-те години на миналия век.

## Други
През 2009 година излиза книгата „За Лесидрен и Лесидренци” на Камелия Мирчева.
Остров Лесидрен край остров Ливингстън, Южни Шетландски острови е наименуван в чест на село Лесидрен.